# La punyalada (pel·lícula)
La punyalada es una pel·lícula catalana del 1990 dirigida per Jordi Grau i Solà, basada en la novel·la homònima de Marià Vayreda i Vila. Ha estat rodada als indrets de la novel·la i doblada al català. Fou produïda per Ideas y Producciones Cinematográficas (IPC) amb participació de TV3.
Se'n va fer una minisèrie de tres capítols per a televisió.

## Sinopsi
A l'Alta Garrotxa, mitjans del segle xix, després de la guerra dels matiners, colles de trabucaires infesten la muntanya atemorint als rics hisendats i enfrontant-se a l'ordre establert. En aquest context Coral és pretesa per Albert i Ibo, però no es decideix. Els dos nois s'enfronten terriblement; Coral salva la vida d'Albert, i Ibo, malferit, s'uneix als bandolers. Al cap d'un temps segresta Coral i assassina el seu pare. Des d'aquell moment Albert només viurà per rescatar-la.

## Repartiment
- Luis Fernando Alvés...	Albert
- Christian Vadim...	Ibo
- Sophie Renoir	...	Coral
- Patxi Bisquert...	Pep
- Raúl Fraire	... Mossèn Jeroni
- Fernando Guillén...	Arbós
- Fermí Reixach...	Rafel
- Lluís Hostalot...	Roig
- Jordi Dauder...	Damià
- Achero Mañas	...	Arbosset
- Joan Dalmau...	Dr. Camós

## Premis
Als VIII Premis de Cinematografia de la Generalitat de Catalunya va rebre els premis al millor llargmetratge, al millor tècnic (Josep Maria Espada) i al millor actor (Fernando Guillén).